# 架空地線

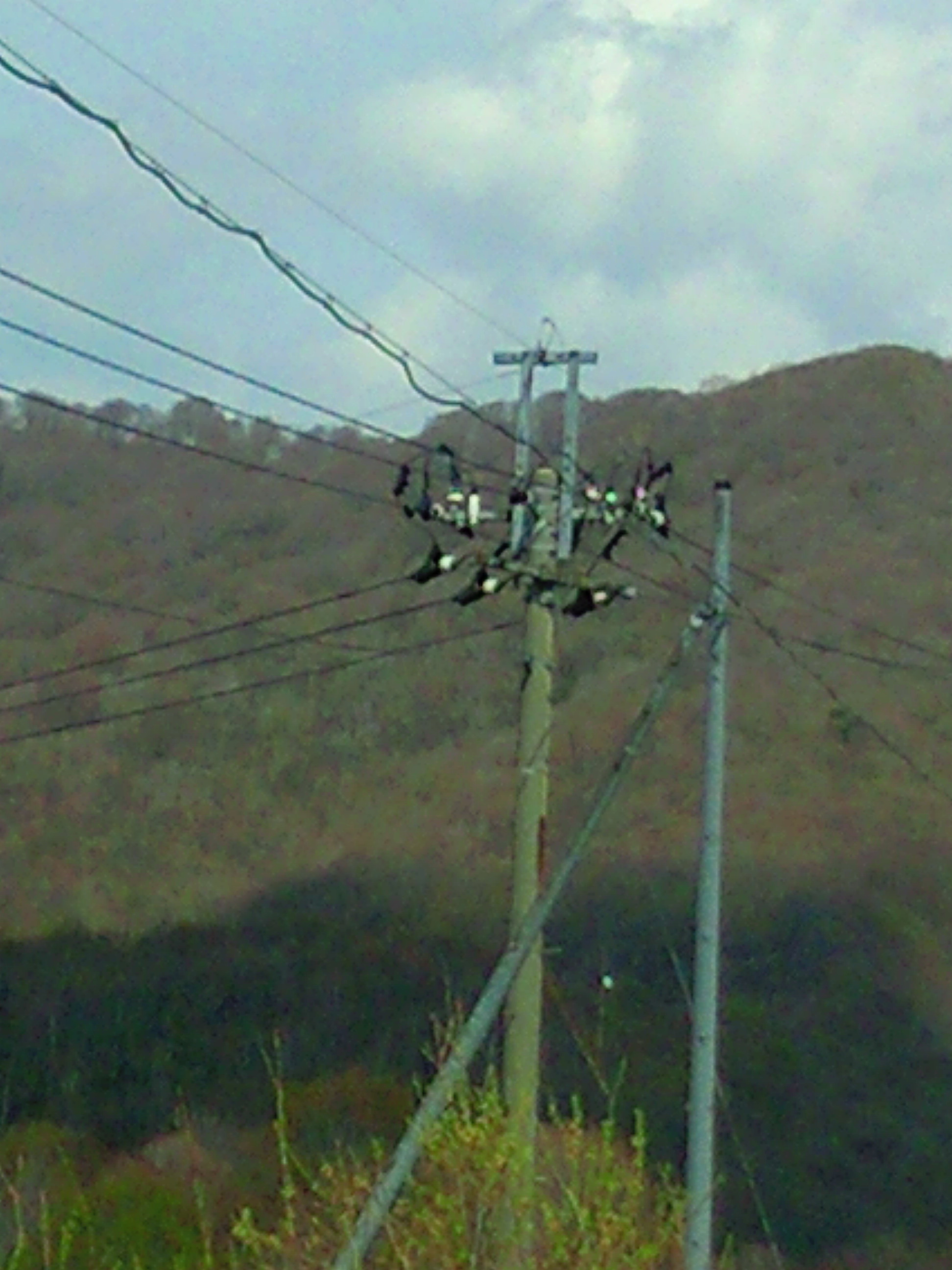
鳥居型に組まれた腕金に乗っている鋼線が架空地線。

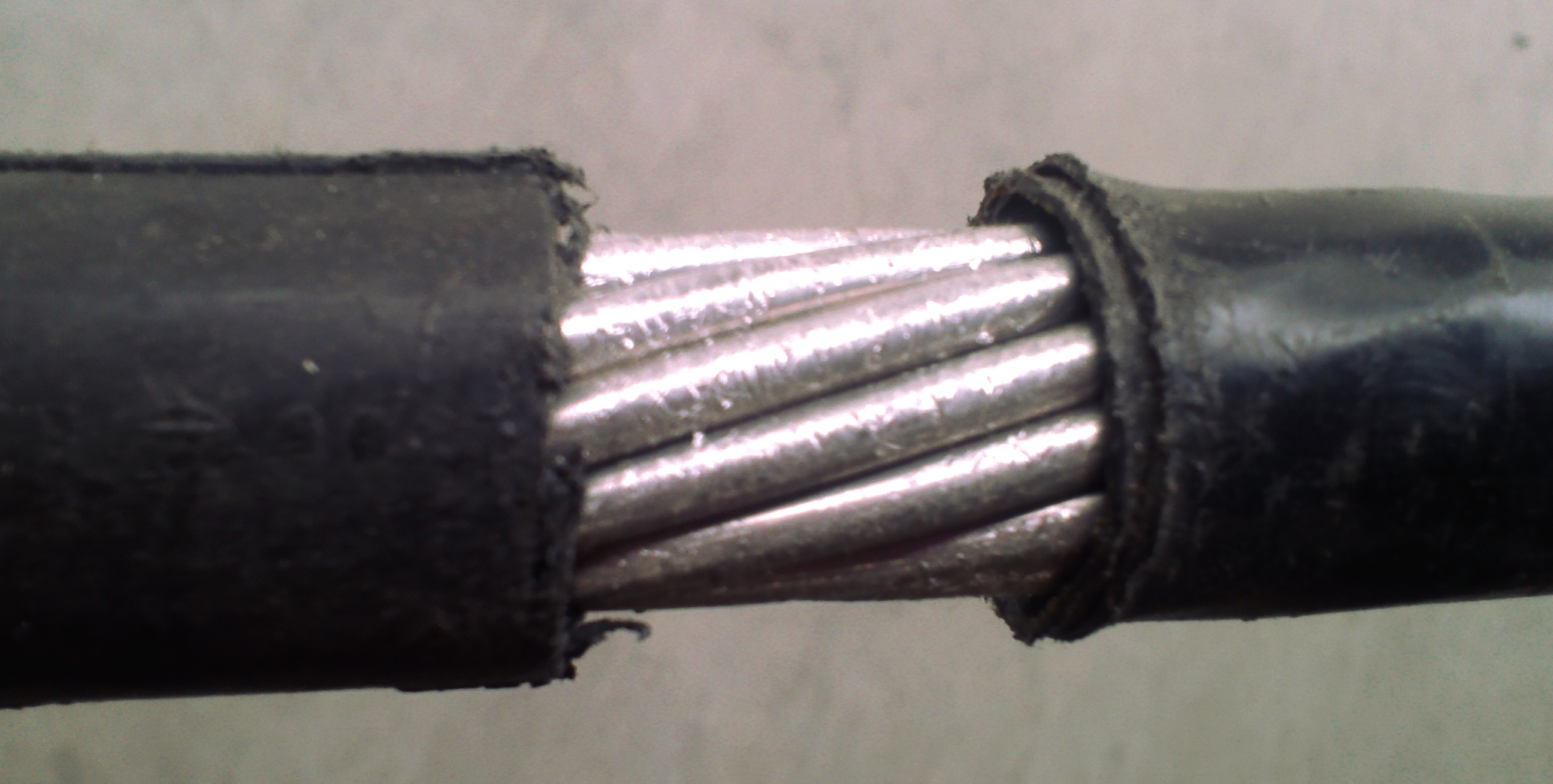
アルミ導体架橋ポリエチレン絶縁電線。6600V架空線に使用される。画像は、被覆を剥がした状態で撮影。

架空地線（かくうちせん、がくうちせん）は、架設（架空）された、送電、配電などのための架空線（電線）路を、主に雷から保護する装置（設備）である。電力業界ではグラウンドワイヤ (Ground Wire) の頭文字をとってGWと称されることも多い。

## 概要
例えば架空送電線路であれば、その送電鉄塔上部を結ぶように、接地した導体であるメタルワイヤ（金属線）を電線路方向に連続するようにして設けたものが架空地線である。通常、架空地線は架空電線の上部に電線路方向に対して1 - 2条設けられる。避雷器が電線路に侵入した雷サージを大地に放流して雷害を防ぐのに対し、架空地線は電線路をいわゆる「バリア効果」によって防護する。

## 架設と効果
雷の影響を受けやすい架空電線路などに、避雷器などと併せて設置する。避雷針と併用して建物に設置することもある。架空送配電系統であれば、電線の直上にメタルワイヤを架設、短区間ごとに接地を行い、遮蔽角45度以内に電線路が収まるように架設する。架空地線による雷害防止効果は、電線路に対する遮蔽角と接地抵抗値の二つによるとされている。このため、重要な電線路などでは、架空地線を2条としてより効果を高めるようにする。遮蔽角45度の場合、90%近い保護率が得られるとされ、200m間隔で30Ω以下となる良好な接地を行った場合、誘導雷に対して十分な効果が期待できるとされている。
架空地線は、雷直撃時の逆閃絡の防止、誘導雷サージの低減、架空電線路近傍への落雷時に電線や支持物に発現するコロナストリーマの抑制などに効果があるとされている。また線路地絡時には、地絡電流の一部が架空地線を流れるので、電磁誘導障害の軽減効果もあり、架空地線と電線との電磁結合により電線上の進行波を減衰させる効果もあるとされている。

## OPGW
近年、日本の電力会社において、架空地線のケーブルの中に光ファイバを巻き込んだものが使われるようになっている。光ファイバは非常に細く、架空地線に巻き込むことが可能である。これを通称OPGW (Optical fiber composite overhead ground wire) と呼ぶ。光ファイバは雷や自身の交流電磁界などの影響を受けずに安定した通信が可能であること、また架空地線に巻き込んであるため、新たに光ファイバケーブルを架設するための場所を確保する必要なく大容量の通信回線が得られるというメリットがあり、日本では電力会社がこぞって採用するに至った。
現在、主に送配電系統の保守管理システムの通信などに使われているが、他の一般情報の重畳なども可能であることから、電力系通信事業者にとって重要な幹線系インフラの一つとなっている。